# Theridion ellicottense
Theridion ellicottense là một loài nhện trong họ Theridiidae.
Loài này thuộc chi Theridion. Theridion ellicottense được miêu tả năm 1996 bởi Dobyns & Bond.